# Сражение на реке Паспирий
Сражение на реке Паспирий — одно из сражений между славянами и византийскими войсками во время славянских набегов на Византийскую империю. 
Отражая набеги славянских племён на византийскую территорию, ромеи, в свою очередь, проводили рейды на северный берег Дуная. Византийская армия под командованием военного магистра Фракии Приска переправилась через Истр (Дунай) и углубилась в область реки Гелибация. Авангард во главе с таксиархом Александром попытался преследовать отряд славян, но попал в болота, и только благодаря помощи проводника-гепида сумел настигнуть противника и разбить его. Узнав от пленных о нахождении в тридцати парасангах (более 160 км) славянского лагеря вождя Мусокия, Приск решил захватить его. 
Снова прибегнув к помощи проводника-гепида, сумевшего обманом добыть у Мусокия сто пятьдесят лодок-однодеревок для переправы через реку Паспирий, 200 бойцов Александра завладели ими. «Приск, отобрав три тысячи человек и посадив их на эти легкие суда, переправился через реку Паспирий; этот поход он начал в полночь».
Затем среди ночи ромеи атаковали славянский лагерь. Накануне днём были похороны умершего брата Мусокия, и славяне справляли тризну в соответствии со своим обычаем. Поэтому среди них последовали паника и бегство. Вождь был взят в плен. «Когда же рассвело и начался день, стратиг велел прекратить избиение».
«Возгордившиеся таким удачным набегом» и захваченной добычей, победители предались пьянству и пренебрегли караульной службой.  Славяне собрались и произвели ответную атаку на ромеев, которым удалось отбиться только благодаря пехоте Гентзона, развернувшей строй и прикрывшей остальных. После отражения нападения Приск приказал посадить на кол командиров стражи и вдобавок высечь некоторых солдат.
Вскоре после этих событий император Маврикий отправил приказ, чтобы армия Приска зимовала на левом берегу Дуная, что вызвало солдатский мятеж. Стратигу с трудом удалось успокоить солдат, но он был вынужден снять лагерь и вывести свою армию на южный берег реки.